# Pablo Mac Donough
Pablo Mac Donough (* 21. Februar 1982 in Buenos Aires, Argentinien) ist ein argentinischer Polospieler mit einem Handicap von 10 in Argentinien, den USA und in Großbritannien. 2011 stand er auf Platz 3 der Weltrangliste, 2017 erreichte er Platz 4 der Weltrangliste.

## Leben
Pablo Mac Donough wurde wie viele Polospieler in den Sport hineingeboren. Sein älterer Bruder, Matias Mac Donough, ist ebenfalls ein professioneller Polospieler und er ist ein Cousin von Facundo und Gonzalo Pieres, mit denen er zusammen im Team Ellerstina spielt.
Seine Karriere als Polospieler begann, als er 1996 im Team Centauros den Copa Potrillo gewann. 1998 gewann er den Campeonato Metropolitano de Alto Handicap. Mit 19 siegte er sowohl beim Copa Camara de Diputados als auch beim Jugendturnier der Argentine Open.
2002 gewann er dieses Turnier erneut und war von da an auch bei vielen anderen Poloturnieren im In- und Ausland erfolgreich. Er stand u. a. beim Copa Republica, Gold Cup Sotogrande, Argentine Club Cup, Ylvisaker Cup, Tortugas Open, C. V. Whitney Cup, Queen’s Cup und Hurlingham Open auf dem Siegerpodest. Zuletzt gewann er 2009 den Cartier Polo World Cup on Snow in St. Moritz.
2005 und 2007 verlor er im Team Ellerstina das Finale der Argentine Open gegen das Team La Dolfina von Adolfo Cambiaso, beide Male erst in der Verlängerung. 2008 standen sich die Teams erneut im Finale gegenüber, das dieses Mal erfolgreich für Ellerstina ausging. Davor war Mac Donough, ebenfalls für Ellerstina spielend, in den Tortugas Open 2008 erfolgreich. Insgesamt hat er sieben Mal in den Argentine Open gespielt, davon dreimal im Finale, und einmal gewonnen.
Mac Donough spielt in Argentinien, Spanien, der Schweiz, in Großbritannien und in den USA. Er spielte u. a. für Teams wie El Paraiso, Pony Express, Crab Orchard, Broncos und Ahmibah.
Er lebt in Daireaux, Provinz Buenos Aires, und ist verheiratet mit Mercedes Venancio.